# رافائيل رولان
رافائيل رولان (بالإسبانية: Rafael Rullán)‏ مواليد 8 يناير 1952 في ميورقة، هو لاعب كرة سلة محترف إسباني معتزل بدأ مسيرته الاحترافية في سنة 1969. بلغ طوله 6 قدم 9.5 بوصة (2.1 م). مثّل منتخب بلاده. شارك في مسابقة كرة السلة في الألعاب الأولمبية الصيفية. اعتزل اللعب في 1988. فاز بالمركز الثاني في بطولة أمم أوروبا لكرة السلة 1973.

## روابط خارجية
- رافائيل رولان على موقع الاتحاد الدولي لكرة السلة (الإنجليزية)
- رافائيل رولان على موقع الدوري الإسباني لكرة السلة (الإسبانية)
- رافائيل رولان على موقع بروبوليرز (الإنجليزية)
- رافائيل رولان على موقع سبورتس رفرنس (الإنجليزية)
- رافائيل رولان على موقع أوليمبيديا (الإنجليزية)